# Desa Tamanrahayu
Desa Tamanrahayu är en administrativ by i Indonesien.   Den ligger i provinsen Jawa Barat, i den västra delen av landet, 25 km sydost om huvudstaden Jakarta.